# Ilia Pirtsjalaishvili
Ilia Georgievich Pirtsjalaishvili (en georgiano: ილია ფირცხალაიშვილი; Ozurgueti, 1885-Krasnoyarsk, 18 de septiembre de 1937) fue abogado y político georgiano del Partido Socialdemócrata de Georgia y miembro de la Asamblea Constituyente de Georgia de 1919 a 1921.

## Biografía
Ilia Pirtsjalaishvili nació en una familia de campesinos, después de graduarse del instituto, en 1905 ingresó en la facultad de medicina de la Universidad de Odesa. El 2 de abril de 1908 fue arrestado y acusado de ser miembro del Partido Obrero Socialdemócrata de Rusia. Después de un año y 4 meses de prisión, fue absuelto por el tribunal militar de Odesa junto con otros 8 estudiantes, pero nunca regresó a la universidad. En 1909 ingresó en la facultad de Derecho de la Universidad de Moscú, donde se graduó en 1913. En años posteriores trabajó como abogado jurado. Después de la revolución de 1917, Pirtsjalaishvili fue comisario de la ciudad de Kutaisi.    
Desde noviembre de 1917 fue viceministro de Trabajo del gobierno de la República Federal de Transcaucasia. Durante 1918 fue miembro de la Seima de Transcaucasia y, al mismo tiempo, hasta el 24 de junio de 1918, fue viceministro de Trabajo. En febrero de 1919, Pirtsjalaishvili fue elegido miembro del ayuntamiento de Tiflis. También fue miembro del Consejo Nacional de Georgia y firmó el acta de independencia de Georgia. El 12 de marzo de 1919 fue elegido miembro de la Asamblea Constituyente de Georgia por el Partido Socialdemócrata de Georgia, miembro de las comisiones jurídica, de pensiones, electoral y laboral. En enero de 1921, junto con otros 11 miembros del Partido Socialdemócrata como Kirile Ninidze, formó Tsekrebeli, que se formó en una facción y partido separados el 11 de febrero del mismo año.   
Después de la invasión soviética en 1921, Pirtsjalaishvili permaneció en Georgia y participó activamente en el movimiento de resistencia. A partir de 1924 se retiró de las actividades políticas. Vivió y trabajó en Tiflis, miembro del colegio de abogados. En la década de 1930 trabajó como asesor jurídico del departamento de Industria de la Seda. El 14 de junio de 1937 fue detenido acusado de ser miembro del "centro contrarrevolucionario menchevique", condenado a ser fusilado el 17 de septiembre y ejecutado al día siguiente.    
Ilia Pirtsjalaishvili fue rehabilitado el 9 de julio de 1957 por el Colegio Militar del Tribunal Supremo de la URSS.